# Annie Balestra
Pour les articles homonymes, voir Balestra.
Annie Balestra, née le 3 juillet 1946 à Arles (Bouches-du-Rhône), est une actrice française.

## Filmographie

### Cinéma
- 1983 : La Revanche des humanoïdes (voix)
- 1983 : Tout le monde peut se tromper : la fleuriste
- 2001 : Les Siens : la mère
- 2021 : Oxygène d'Alexandre Aja : Elizabeth Hansen âgée

### Télévision
- 1977 : La Lune papa
- 1984 : Rubis : la fille légère
- 1989-1995 : Commissaire Moulin : Baba / Nicole Leguen / la femme de Max
- 2002 : Âge sensible : la mère de Martial

## Doublage

### Cinéma

#### Films
- Barbra Streisand dans :
  - Yentl (1983) : Yentl / Anshel
  - Le Prince des marées (1991) : Susan Lowenstein
  - Leçons de séduction (1996) : Rose Morgan

- Sean Young dans :
  - Sens unique (1987) : Susan Atwell
  - Fire Birds (1990) : Billie Lee Guthrie

- Jeannie Berlin dans :
  - Café Society (2016) : Rose
  - The Fabelmans (2022) : Hadassah Fabelman

- 1960[n 1] : Comanche Station : Nancy Lowe (Nancy Gates)
- 1973[n 2] : Le Manoir des fantasmes : Sarah Mandeville (Joan Collins)
- 1976 : Le Pont de Cassandra : Susan (Ann Turkel)
- 1976 : La Nuit des vers géants : Naomi Sanders (Jean Sullivan)
- 1977 : La Fièvre du samedi soir : Connie (Fran Drescher) (1er doublage)
- 1977 : L'Espion qui m'aimait : la réceptionniste (Valerie Leon)
- 1977 : Rage : Rose (Marilyn Chambers)
- 1978 : Le Récidiviste : Jenny Mercer (Theresa Russell)
- 1978 : Les monstres sont toujours vivants : Jody Scott (Kathleen Lloyd)
- 1978 : Faut trouver le joint : Toyota Kawasaki (Akemi Kikumura)
- 1979 : C'était demain : Carol (Geraldine Baron)
- 1979 : Que le spectacle commence : Kate Jagger (Ann Reinking)
- 1979 : American Graffiti, la suite : Debbie Dunham (Candy Clark)
- 1979 : Cité en feu : Mrs. Adams (Hilary Farr)
- 1979 : Brigade des anges : April Thomas (Jacqueline Cole)
- 1980 : Fog : Stevie Wayne (Adrienne Barbeau)
- 1980 : La Chasse : Nancy (Karen Allen)
- 1980 : La Fureur du juste : Aura (Carol Bagdasarian)
- 1980 : La Plage sanglante : Catherine Hutton (Marianna Hill)
- 1980 : Les Séducteurs : Nora (Milena Vukotic)
- 1980 : Cobra : Brenda (Sybil Danning)
- 1981 : La Fièvre au corps : Stella (Jane Hallaren)
- 1981 : Le Policeman : Isabelle (Rachel Ticotin)
- 1981 : Deux filles au tapis : Molly (Laurene Landon)
- 1981 : S.O.B. : Mavis (Marisa Berenson)
- 1981 : Incubus : Laura Kincaid (Kerrie Keane)
- 1981 : Piranha 2 : Les Tueurs volants : Cindy (Sally Ricca)
- 1982 : Conan le Barbare : Valeria (Sandahl Bergman)
- 1982 : Les Guerriers du Bronx : Ann (Stefania Girolami Goodwin)
- 1982 : 48 heures : Ruth (Clare Nono)
- 1983 : Cujo : Donna Trenton (Dee Wallace)
- 1983 : Second Chance : Debbie (Olivia Newton-John)
- 1983 : Un fauteuil pour deux : Ophelia (Jamie Lee Curtis)
- 1983 : Bonjour les vacances : la blonde de la Ferrari rouge (Christie Brinkley)
- 1983 : La Ballade de Narayama : Oei (Mitsuko Baisho)
- 1984 : Il était une fois en Amérique : Deborah Gelly (Elizabeth McGovern) (1er doublage)
- 1984 : La Corde raide : Melanie Silber (Jamie Rose) / Jamie Cory (Randi Brooks)
- 1984 : Birdy : la mère de Birdy (Dolores Sage) (1er doublage)
- 1984 : Les Rues de feu : Ellen Aim (Diane Lane)
- 1985 : D.A.R.Y.L. : Joyce Richardson (Mary Beth Hurt) (1er doublage)
- 1986 : Hannah et ses sœurs : April (Carrie Fisher)
- 1986 : After Hours : Kiki Bridges (Linda Fiorentino)
- 1986 : L'Affaire Chelsea Deardon : Chelsea Deardon (Daryl Hannah)
- 1987 : Le Secret de mon succès : Sheila, la serveuse (Mercedes Ruehl)
- 1987 : Les Sorcières d'Eastwick : Alexandra Medford (Cher)
- 1987 : Running Man : la journaliste TV sur ICS (Kim Pawlik)
- 1987 : Cherry 2000 : Edith E. Johnson (Melanie Griffith)
- 1987 : Cold Steel : Sur le fil du rasoir : Wanda (Mindy Seeger)
- 1988 : Cocktail : Bonnie (Lisa Banes)
- 1989 : Cyborg : Pearl Prophet (Dayle Haddon)
- 1989 : Miss Daisy et son chauffeur : Florine Werthan (Patti LuPone)
- 1989 : Délit d'innocence : Kate Rainwood (Laila Robins)
- 1991 : Jungle Fever : Drew Purify (Lonette McKee)
- 1992 : La Main sur le berceau : Marlene Craven (Julianne Moore)
- 1992 : Candyman : Helen Lyle (Virginia Madsen)
- 1992 : Un faire-part à part : Nora Scanlan (Frances McDormand)
- 1995 : Extravagances : Beatrice (Blythe Danner)
- 1998 : En direct sur Ed TV : Cynthia (Ellen DeGeneres)
- 2001 : L'Intrus : Theresa (Debra Mooney)
- 2011 : Le Casse de Central Park : Rose (Marcia Jean Kurt)
- 2011 : Scream 4 : Kate Roberts (Mary McDonnell)
- 2014 : Dumb and Dumber To : Mme Sourpuss (Patricia French)
- 2015 : L'Honneur des guerriers : Maria (Shohreh Aghdashloo)
- 2015 : Joy : Sharon (Marianne Leone Cooper (en))
- 2018 : L'Ombre d'Emily : Margaret McLanden (Jean Smart)
- 2021 : Le Manoir (en) : Ruth (Fran Bennett (en))
- 2022 : Violent Night : Gertrude (Beverly D'Angelo)
- 2025 : The Monkey : la mère de Thrasher (Janet Kidder)
- 2025 : Demain est un autre jour : Mme Wyman (Mary Joy)

#### Films d'animation
- 1981 : Métal hurlant : Katherine et la prostituée
- 2006 : Cars : Flo
- 2011 : Cars 2 : Flo
- 2017 : Cars 3 : Flo

### Télévision

#### Séries télévisées
- Shohreh Aghdashloo dans :
  - House of Saddam (2008) : Sajida Khairallah Talfah (mini-série)
  - Dr House (2011) : Afsoun Hamidi (saison 7, épisode 23)
  - NCIS : Enquêtes spéciales (2011) : Mariam Bawali (saison 9, épisode 5)
  - Grimm (2013-2014) : Stefania Vaduva Popescu (7 épisodes)
  - The Punisher (2017) : Farah Madani (4 épisodes)
  - The Penguin (2024) : Nadia Maroni

- Gabrielle Rose dans :
  - Dark Angel (2002) : Moorehead (5 épisodes)
  - Once Upon a Time (2011-2016) : Ruth (4 épisodes)

- Stepfanie Kramer dans :
  - Rick Hunter (1984-1990) : le sergent Dee Dee McCall (130 épisodes)
  - Hunter (2003) : le lieutenant Dee Dee McCall (5 épisodes)

- Mary McDonnell dans :
  - Battlestar Galactica (2004-2009) : la présidente Laura Roslin (74 épisodes)
  - Grey's Anatomy (2008-2009) : Dr Virginia Dixon (3 épisodes)

- L. Scott Caldwell dans :
  - Low Winter Sun (2013) : Violet Geddes (5 épisodes)
  - Les Nouvelles Aventures de Sabrina (2018-2020) : Nana Ruth Walker (4 épisodes)

- Jeannie Berlin dans :
  - The Night Of (2016) : Helen Weiss (mini-série)
  - Succession (2019-2023) : Cyd Peach (8 épisodes)

- Juanita Jennings dans : 
  - Star (2017-2019) : Ruby Jones (17 épisodes)
  - Pearson (2019) : Lillian Cook (8 épisodes)
- 1968 : Chapeau melon et bottes de cuir : Tara King (Linda Thorson) (saison 6, épisode 1)
- 1977 : Columbo : la serveuse (Jamie Lee Curtis) (saison 6, épisode 3)
- 1977-1981 : La croisière s'amuse : Julie McCoy (Lauren Tewes) (1re voix, saisons 1 à 4)
- 1978 : San Ku Kaï : Algune, l'institutrice ( ? )[1]
- 1985 / 1990 : Falcon Crest : Cassandra Wilder (Anne Archer) (22 épisodes), Anne Bowen (Susan Blakely) (3 épisodes)
- 1986 : Si c'était demain : Tracy Whitney (Madolyn Smith) (mini-série)
- 1990-2009 : Amour, Gloire et Beauté : Dr Taylor Hayes Forrester (Sherilyn Wolter puis Hunter Tylo) (1re voix)
- 2010-2013 : The Big C : Marlène (Phyllis Somerville) (19 épisodes)
- 2010 : Médium : Cynthia Keener (Anjelica Huston) S05Ep17
- 2016-2019 : Just Add Magic : Mme Silvers (Ellen Karsten) (45 épisodes)
- 2019-2022 : Poupée russe : Ruth Brenner (Elizabeth Ashley) (13 épisodes)
- 2022 : Inventing Anna : ? (?) (mini-série)
- 2022 : Les Enquêtes de Vera : Grace Ballard (Charlie Hardwick (en)) (saison 11, épisode 3)
- 2022 : Les Derniers Jours de Ptolemy Grey : ? (?) (mini-série)
- 2023 : Champion (en) : la tante Sissy (Natalie Thompson)

#### Séries d'animation
- 1978-1981 : Il était une fois… l'Homme : Pierrette et Petite Pierrette (création de voix)
- 1980 : Bomber X : le commandant Gorgona
- 1981 : Ulysse 31 : Ariane (création de voix)
- 1982 : Les Mystérieuses Cités d'or : Yakuma
- 1982 : Il était une fois… l'Espace : la présidente Pierrette et Psi (création de voix)
- 1988 : RoboCop : le professeur Tyler
- 2001 : Jackie Chan : Vanessa Barone (épisode 37)
- 2008-2014 : Cars Toon : Flo
- 2024 : Monstres et Cie : Au travail : Grand-mère Tuskmon[n 3] (saison 2)

#### Téléfilms
- 2021 : Sur la piste de Noël : Mme Caldwell (Jackie Richardson)

### Jeux vidéo
- 2010 : Alan Wake : Barbara Jagger
- 2013 : Disney Infinity : Flo
- 2023 : Final Fantasy XVI : voix additionnelles